# Karlshamns Allehanda
Karlshamns Allehanda var en liberal morgontidning, grundad 1847 i Karlshamn av konstförvanten E.G. Johansson. 
Ursprungliga titeln var Carlshamns Allehanda med titeltillägget Nyhets- och Annonsblad för Carlshamn, Sölvesborg och Ronneby) och först 1855 stavades det  Karlshamns Allehanda.

## Historik
Utgivningsbevis för tidningen då med titeln Carlshamns Allehanda utfärdades för konstförvanten Erik Gustaf Johansson den 20 december 1847 och boktryckeriföreståndaren Svante Johansson den 29 augusti 1884. 
Tidningen trycktes hos E. G. Johansson från 1848 till 27 augusti 1884 och sedan i E. G. Johanssons boktryckeri till 1900. Tidningen använde fraktur och antikva blandat i början.
Första numret utkom den 15 januari 1848. Inledningsvis kom tidningen tisdagar till 1850. Två gånger i veckan med utgivningsdagar måndag och torsdag till augusti 1953, och sedan med andra veckodagar. Tidningen kom tre dagar i veckan från 1864 till 1890 då det blev fyra dagar. År 1914 började den ges ut med sex nummer per vecka. Tidningen hade en moderat konservativ profil till 1975, då den övertogs från familjen Bengtsson av Kristen demokratisk samling (nuvarande Kristdemokraterna). Mellan 1976 och 2019 var tidningen en lokal edition av liberala Blekinge Läns Tidning, men den gick 1 november upp helt i Blekinge Läns Tidning, samtidigt med BLT:s edition i västra Blekinge, Sölvesborgs-Tidningen. De tre sammanslagna tidningarnas officiella namn är sedan dess Blekinge Läns tidning med Karlshamns Allehanda och Sölvesborgs-Tidningen, men den kallas allmänt BLT eller "Blekinge Län". Bland medarbetarna märks Henrik Wranér (signaturen Henrik) 1879–1892.

## Chefredaktörer
- 1847– 1884 Erik Gustaf Johansson (1826-1884)
- 1884 –1885 Svante Johansson (1855-1911)
- 1885– 1889 Karl Teodor Rydberg (1855-1897)
- 1889– 1892  Knut Lundqvist (1851-1897)
- 1892–1894  Johan Frans Oskar Fredriksson (1851-1924)

- 1894– 1922: Per Hansson (1854–1922)
- 1922–1945: Ernst Sonesson (1898–1978)
- 1941–1955: Erik Bengtsson (1913–1955)
- 1955–1959: Ernst Sonesson (se ovan)
- 1959–1975: Sven Ivar Bengtsson (1912–2003), nästföregåendes äldre broder
- 1975: Alf Svensson (född 1938)
- 1975–1976: Allan Sandström (1933–2014)
- 1976 (t.f. juli – september): Carin Hultén (född 1947)